# František Josef ze Šternberka a Manderscheidu

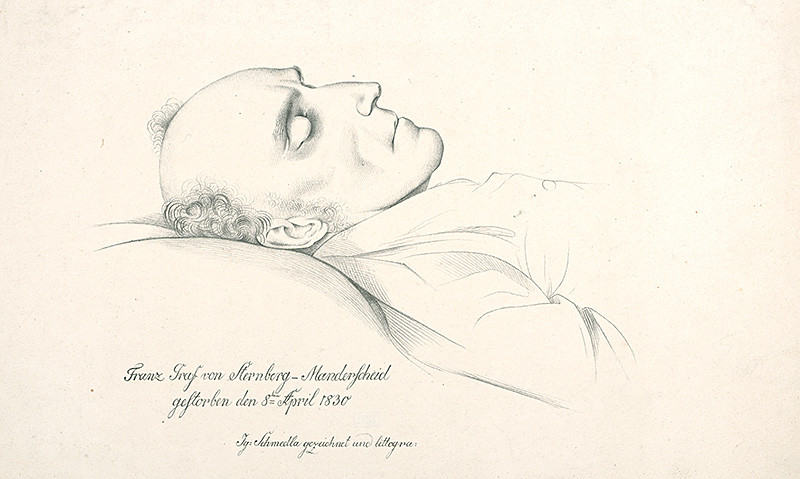
Ignác Schmedla: Posmrtný portrét hraběte Františka Šternberka–Manderscheida (litografie, 1830)

František Josef, hrabě ze Šternberka a Manderscheidu (4. září 1763 Praha – 8. dubna[zdroj?] 1830 Praha) byl český šlechtic z rodu Šternberků-Manderscheidu, mecenáš umění a osvícenec.

## Život
Narodil se jako starší syn a dědic Františka Kristiána hraběte ze Šternberka (1732–1811) a jeho manželky Augusty hraběnky z Manderscheidu (1744–1811), dědičky řady panství v Porýní a poslední zástupkyni svého rodu. Proto František po matce zdědil také titul hraběte z Manderscheidu.
Velkou část svého dětství strávil na statcích své matky, zejména v Eifelu a v Kolíně nad Rýnem, kde nabyl vzdělání. Nejprve jej tam vychovával kanovník F. F. Wallraff, proslulý sběratel přírodnin a spoluzakladatel kolínského muzea. Tam se František kromě češtiny a francouzštiny naučil němčinu. Pokračoval studiem na univerzitě. Roku 1787 se oženil s Františkou, hraběnkou ze Schönbornu, s níž měl 5 dcer. On ani jeho bratři neměli syny, takže jimi tzv. Damiánova rodová větev vymřela po meči.
Po svatbě se vrátili do Prahy a žili v majorátním šternberském domě, Šternberském paláci na Malostranském náměstí, stejně jako Františkovi rodiče, kteří s revolucí přišli o své francouzské panství. Po jejich smrti roku 1811 František zdědil rodinný fideikomis, zejména panství Častolovice a Zásmuky.
František podporoval rozvoj umění a vědy v Čechách. Spřátelil se s Josefem Dobrovským, jehož prostřednictvím se dostal do okruhu České společnosti nauk, do kroužku vědců a filozofů kolem Ignáce Borna a Bernarda Bolzana.
Věnoval se také politice, zastával úřad nejvyššího zemského komoří Českého království. Byl představitelem českého zemského vlastenectví a člověkem liberálního smýšlení. Koncem 18. století dal zásadní podnět ke vzniku Společnosti vlasteneckých přátel umění, která od roku 1796 dbala na obnovení výtvarného vkusu, umělecké tvorby obrazů a sběratelství starého umění. Z její činnosti o tři roky později v Praze vznikla Obrazárna Společnosti a po ní v roce 1800 také Kreslířská akademie, později rozšířená na Akademii výtvarných umění, původně veřejná škola kresby a malby.
Bratranci Šternberkové si roku 1823 objednali u Františka Palackého svůj rodokmen. Palacký sepsal dějiny jejich rodu, se stal jejich blízkým přítelem; vzdělával Františka Šternberka v historii. Ten byl nadále hlavním Palackého ochráncem a podporovatelem jeho další badatelské činnosti.

## Vlastenecké muzeum
František Josef Šternberk patřil také mezi zakladatele Vlasteneckého muzea v Čechách v roce 1818. Do kroužku aristokratů v paláci na Malostranském náměstí přivedl svého bratrance z Bavorska, pozdější vůdčí osobnost muzea – hraběte Kašpara ze Šternberka. Roku 1818 byl zvolen jedním ze čtyř členů správního výboru muzea.
František podpořil Palackého návrhy na německý a český muzejní časopis, který František Palacký později vydával již jen v české verzi. Hlavně díky Františku Šternberkovi byl František Palacký v roce 1831 jmenován zemským historiografem (oficiální titul měl až od roku 1838).

## Sbírky
Kromě přírodnin sbíral obrazy, grafiku, sochy a drobnou plastiku v kovu, kterou pro něj odlévali různí sochaři. Rád se dával portrétovat. Umělecké sbírky pochopitelně zůstaly většinou v majetku rodiny. Jako numismatik František věnoval Vlasteneckému muzeu několik svých sbírek mincí, které se staly základem sbírky dnešního numismatického oddělení. Archivu muzea odkázal obsáhlý konvolut písemností ze své pozůstalosti.

### Portréty
- Josef Lavos: Polofigura Františka Šternberka z profilu, s listem v ruce, olejomalba na plátně, 1820, Národní muzeum, Praha
- Poprsí, bronz; v ochozu 2. patra Národního muzea, Praha
- Poprsí, sádrový model poprsí; Národní muzeum, Praha
- František Nadorp: Portrét, lept, Národní muzeum, Praha
- Ferdinand Karl Theodor von Lütgendorf (1785–1858): Portrét, mědirytina, kolem 1820; Národní muzeum v Praze
- Ignác Schmedla: Posmrtný portrét (1830)

## Zajímavost
Jméno Františka Josefa Šternberka bylo umístěno pod okny Národního muzea v Praze spolu s mnoha dalšími, viz Dvaasedmdesát jmen české historie.